# Ivan Franjo Jukić
Ivan Franjo Jukić (Banja Luka, 8. srpnja 1818. – Beč, 20. svibnja 1857.) bio je hrvatski franjevac, prosvjetitelj, pjesnik, publicist, putopisac, jezikoslovac, hrvatski preporoditelj, književnik, kulturni, znanstveni i politički djelatnik.

## Životopis
Elementarnu pismenost i znanje osnova latinskoga jezika stekao je kod mjesnog župnika, fra Franje Sitnića. Niže razrede gimnazije završio je u franjevačkom samostanu u Fojnici, filozofiju je studirao u Zagrebu, a teologiju u mađarskom Veszprému i Dubrovniku. Tijekom studija se politički angažirao. Oduševio se idejama ilirskoga pokreta pa se zauzimao za kulturno podizanje Bosne, potičući otvaranje tiskara, knjižnica, kulturnih društava, narodnih čitaonica i muzeja. 
Pokazivao je sklonost za prosvjetiteljske ciljeve s naglaskom na reformu jezika, pravopisa (bio je pristašom Gajeva pravopisa) i utemeljenje škola. Bavio se tekstologijom i rukopisima starih hrvatskih pisaca.
Pokrenuo je, uređivao i ispisivao prvi bosanskohercegovački časopis "Bosanski prijatelj". Prikupljao je narodne pjesme koje je s Grgom Martićem, a pod pseudonimom fra Filip Kunić, objavio u Osijeku. Općenito, mora se naglasiti da je Jukićev rad neodvojivo vezan uz djelovanje fra Grge Martića.

## Književni i znanstveni rad
U njegovom književnom radu, najvrjedniji su putopisi. Jukić je pisao i pjesme domoljubnog nadahnuća, sukladno njegovom vatrenom zanosu za ilirski preporod.
Omer-paša Latas protjerao ga je zbog političkog angažmana (zbog teksta "Želje i molbe bosanskih krstjana") u Carigrad i trajno mu zabranio povratak u Bosnu, a o složenosti odnosa Jukić-Latas napisana su cijela poglavlja u literaturi. Naime, Jukić je Latasa vidio kao Slavena, čovjeka sklonog svom puku i kao spasitelja Bosne. Štoviše, Jukićeva pjesma "Slavodobitnica svietlome gospodinu Omer-paši", dovodi do toga da je Latas dao uhititi Jukića (1852.) i zatočiti u Carigrad, odakle ga je iz zatvora izvukao austrijski konzul, pjesnik Antun Mihanović.
U njegovom znanstvenom radu primjećuje se karakteristična istraživačka opisnost, ali i kritičnost, neuobičajena za ono vrijeme (djelo "Zemljopis i poviestnica Bosne").
Pokopan je u skupnu siromašku grobnicu na groblju St. Marxer Friedhof u Beču. Pri preuređivanju susjedne skupne grobnice u kojoj je bio pokopan i Mozart, oznaka Jukićeva groba je zagubljena, pa su mu kao nadomjestak franjevci i bečki Hrvati postavili spomen-ploču u franjevačkom samostanu u Beču, na adresi Franziskanerplatz 4.
Njegovo memoarsko djelo "Progonstvo iz Sarajeva u Carigrad" objavljeno je 1931. godine u Zagrebu.
Njemu u čast franjevačka provincija Bosna Srebrena je 1971. pokrenula reviju koja nosi ime ovog franjevačkog velikana, Jukić.

## Izabrana djela

### Književna
- Život Isusa Krista (preveo Mihovil Čuić, 1848.)
- Slavodobitnica svietlomu gospodinu Omer-paši (1851.)
- Putovanja od Sarajeva do Carigrada, putopisi, 1852.
- Bogoljubni način (1855.)
- Narodne piesme bosanske i hercegovačke, prikupljene narodne pjesme (zajedno s fra Grgom Martićem), Osijek, 1858.

### Znanstvena
- Početak pismenstva i napomena nauka krstjanskoga (1848.)
- Zemljopis i poviestnica Bosne, Zagreb, 1851 (pod imenom Slavoljub Bošnjak; posvećeno Ljudevitu Gaju)

### Časopisi
- Bosanski prijatelj, I, II (časopis, 1850. – 1851.)
- Bosanski prijatelj, III (časopis, 1861.)

## Vanjske poveznice
- Život i djelo Ivana Franje Jukića recenzija u "Fluminensii", časopisu za filološka istraživanja, br. 1-2/2000.
- Matica hrvatska - Književno i kulturno djelovanje franjevaca u Bosni i Hercegovini od 13.-20. stoljeća  Arhivirana inačica izvorne stranice od 27. rujna 2007. (Wayback Machine)